# Shijialiang
Shijialiang (kinesiska: 施家梁, 施家梁镇) är en köping i sydvästra Kina. Den ligger i stadsdistriktet Beibei i storstadsområdet Chongqing, omkring 27 kilometer norr om det centrala stadsdistriktet Yuzhong. Antalet invånare är 8 773. Befolkningen består av 4 356 kvinnor och 4 417 män. Barn under 15 år utgör 11,0 %, vuxna 15-64 år 75 %, och äldre över 65 år 12,0 %.